# Kölley György
Vitéz Kölley György (eredetileg Köhler) (Budapest, 1919. szeptember 29. – Leányfalu, 2005. március 14.) magyar katolikus pap és cserkészvezető. A Szovjetunióban öt éven keresztül Gulag táborban raboskodott Karéliában.

## Élete
Apja vitéz Köhler Andor szappangyári vezérigazgató 1945 után vállalati főkönyvelő. A középiskoláit az esztergomi ferences gimnáziumban és a Szt. István ferences kereskedelmi iskolában végezte. Teológiai tanulmányait Szegeden folytatta, ahol tábori lelkészi képesítést szerzett. 1929. február 6-án tett cserkészfogadalmat. Ismerte gróf Teleki Pál főcserkészt és Sík Sándort a magyar cserkészet egyik megalapítóját.
1940-ben lép be a Székesfehérvári Szemináriumba. 1941. augusztus 20-án Szent István napján avatja vitézzé Horthy Miklós – Magyarország kormányzója. Első igazi cserkészfeladatát 1944 októberében kapta, amikor papnövendék korában üldözött gyerekeket kellett bújtatnia.
1945 májusától - 1946 júliusáig, a szervezet föloszlatásáig a kiscserkészek országos vezetője volt. A második világháború után az elsők között volt, akik elkezdték talpra állítani a cserkészetet. Ez a hatalom új, kommunista birtokosainak nem tetszett, mert azok a keresztény cserkészet helyett a kommunista úttörőszövetséget akarták létrehozni.
Még teológus volt, amikor 1946. június 6-án sok társával együtt letartóztatták, és az Andrássy út 60-ba hurcolták azzal a váddal, hogy tudott egy szovjet tiszt elleni merényletről (kamaraerdei ügy), de nem jelentette. Ezután több helyen is raboskodott. A Vilma királynő úton lévő börtönben rabtársa volt gróf Almássy László, - az "angol beteg”. Szeptember 9-én a Conti utcai szovjet hadbíróság nyolc év börtönre ítélte. Volt Sopronkõhidán, ahol a 19. zárkában Gábor Áron újságíró volt a rabtársa. Raboskodott Lvovban (Lemberg) is, de a legtöbb időt (5 év) Karéliában töltötte.
Sztálin halála után, 1954 februárjában tért haza, majd Szegeden befejezte teológiai tanulmányait. Shvoy Lajos püspök intézkedésére Székesfehérvárra került, ahol 1956. június 21-én pappá szentelték. Ezután Dunabogdányban kapott hitoktatói állást, ahol a fiataloknak titokban táborokat szervezett, és más cserkészfeladatot is vállalt. Az 1956-os forradalom és szabadságharc alatt Pestre sietett a cserkészet újraalakításának reményében.
1961. február 6-án újra letartóztatták, majd ezt követően a Fővárosi Bíróság Havass Géza és társai perében mint XI. rendű vádlottat a népi demokratikus államrend megdöntésére irányuló szervezkedésben való részvételért három év börtönre (mellékbüntetésként 2000 Ft vagyonelkobzásra, 4 év a törvényben meghatározott egyes jogainak gyakorlásától való eltiltásra) ítélte. A vád szerint 1954-ben illegális szervezkedést hajtott végre, amelyben az elitnevelésre helyezték a hangsúlyt, körülbelül 350 fiatalt nevelt „fasiszta cserkész szellemben a népi demokrácia ellen”. A Markó utcában, Tökölön, Márianosztrán és Sátoraljaújhelyen raboskodott. 1963 áprilisában amnesztiával szabadult, és ismét Dunabogdányba került, ahol egy ideig házi őrizetben tartották.
1969 nyarán külföldre emigrált. Svájcban, majd az NSZK-ban élt. 1970-ben a Külföldi Magyar Cserkészszövetség kérésére átvette az európai magyar cserkészkerület vezetését, melynek parancsnoka volt majd két évtizedig. A külföldön élő magyar fiataloknak téli táborokat, regös táborokat és mozgótáborokat szervezett. 1989-93 között a szövetség tiszteletbeli elnöke.
Az 1989-es rendszerváltás után örömmel tért haza. A rehabilitációs kérelmét a Szovjet Déli Hadseregcsoport Katonai Törvényszéke 1991. január 21-én elutasította. Münchenből végleg visszaköltözött Magyarországra, Leányfalura, a régi családi birtokuk helyén épült Szent Gellért Lelkigyakorlatos Házba. Ez közel volt Dunabogdányhoz, ahonnan sok régi és új cserkész jöhetett őt látogatni. Gyurka 'bá (így szólították akkoriban) egészsége ekkora már megromlott. 1992 júliusában az erdélyi körút volt az utolsó nagy rendezvénye, ahová elvitte a többnyire már nyugaton született, de magyar népdalt éneklő cserkészeket.
1999. június 29-én Dunabogdányban tartotta hálaadó miséjét, és Leányfalun ünnepelte fényes cserkész ünnepségen 80. születésnapját.
2005. március 14-én hajnalban – hosszú, türelemmel viselt testi gyengeség után – meghalt. Halálhíre egyházi és cserkészkörökben gyorsan terjedt. Temetésére március 31-én került sor Leányfalu temetőjében, szülei sírjába.

## Munkái
- Értetek és miattatok. Egy magyar cserkészvezető visszaemlékezései. München, 1986. (új kiad. Eötvös Kiadó, Budapest, 1989)
- Értetek és miattatok. Egy magyar cserkészvezető visszaemlékezései; jegyz. Bank Barbara, Soós Viktor Attila; 3. bőv. kiad.; Faluház és Ravasz László Könyvtár, Leányfalu, 2017